# Biedaszki (powiat węgorzewski)
Biedaszki (niem. Biedaschken) – wieś w Polsce położona w województwie warmińsko-mazurskim, w powiecie węgorzewskim, w gminie Węgorzewo, sołectwo Wesołowo.
W latach 1975–1998 miejscowość należała administracyjnie do województwa suwalskiego.

## Historia
Wieś powstała 11 listopada 1558 r. na włókach, które otrzymał Sebastian Pörlein. Była to wieś na prawie chełmińskim. Według pomiarów w XVII w. wieś miała 20 włók.
Podczas epidemii dżumy w 1710 roku zmarło tu 69 osób.
Szkoła w Biedaszkach powstała w 1811 roku. W 1853 r. było w niej 32 uczniów. Szkoła została zlikwidowana jeszcze na początku XX wieku.
W 1858 roku w Biedaszkach mieszkało 159 osób, wieś w tym czasie miała 20 włók. 16 lipca 1938 podczas tzw. chrztów hitlerowskich ówczesna niemiecka administracja nazistowska zmieniła historyczną nazwę pochodzenia słowiańskiego Biedaschken na Wieskoppen. W roku 1939 było tu 154 mieszkańców.